# Agulla Inferior del Clot de la Hount
L'Agulla Inferior del Clot de la Hount és un cim de 3.050 m d'altitud, amb una prominència de 15 m, que es troba a l'aresta oest del Clot de la Hount, al massís del Vinyamala, a la província d'Osca (Aragó).